# دنيس غيانيني
دنيس غيانيني هو لاعب هوكي جليد كندي، ولد في 13 يوليو 1950 في كيركلاند ليك في كندا.

## وصلات خارجية
- دنيس غيانيني على موقع EliteProspects.com (الإنجليزية)
- دنيس غيانيني على موقع HockeyDB.com (الإنجليزية)